# Taubstummengasse
La estación de Taubstummengasse es una estación de la línea 1 del metro de Viena. Se encuentra en el distrito IV. Se abrió el 25 de febrero de 1978.
- Datos: Q2465786
- Multimedia: Taubstummengasse metro station / Q2465786